# Koos Maasdijk
Jacob "Koos" Arnold Maasdijk (født 19. december 1968 i Rotterdam) er en hollandsk tidligere roer og olympisk deltager.
Maasdijk OL-debuterede i 1992 i Barcelona, hvor han stillede op i dobbeltfirer sammen med Hans Keldermann, Ronald Florijn og Rutger Arisz. Med en andenplads i indledende heat og en tredjeplads i semifinalen var hollænderne i A-finalen, hvor de dog måtte tage til takke med en femteplads, næsten fem sekunder efter de tyske vindere.
OL 1996 i Atlanta blev Florijns sidste, og her var han skiftet til otteren, som var blevet nummer to ved verdensmesterskaberne i 1994 og 1995. Båden vandt sit indledende heat i tiden 5.41,41, og i finalen sejrede de i tiden 5.42,74 foran Tyskland og Rusland. Dermed vandt Florijn sin anden olympiske guldmedalje.
Ved OL 1996 i Atlanta delto Maasdijk sammen med Ronald Florijn, Nico Rienks, Michiel Bartman, Henk-Jan Zwolle, Niels van der Zwan, Niels van Steenis, Diederik Simon og styrmand Jeroen Duyster i otteren. Hollænderne vandt sikkert deres indledende heat, og i finalen var de næsten to sekunder foran Tyskland og tre sekunder foran Rusland, der fik henholdsvis sølv og bronze. Det var den første hollandske OL-guldmedalje i denne disciplin nogensinde.
Maasdijk vandt desuden en VM-guldmedalje i dobbeltfirer ved VM 1989 i Jugoslavien.

## OL-medaljer
- 1996:  Guld i otter